# Buergersiochloa
Buergersiochloa, monotipski rod trava smješten u vlastiti podtrubus Buergersiochloinae, dio tribusa Olyreae i potporodice bambusovaca. Jedina je vrsta B. bambusoides, trajnica s Nove Gvineje.

## Sinonimi
- Buergersiochloa macrophylla S.T.Blake